# Жербан
Жербі́н (Жербан, Шербан) — вершина в Мармарошах (Гуцульські Альпи). Розташована в Рахівському районі Закарпатської області, на кордоні України з Румунією.

## Короткий опис
Висота гори Жербін становить 1795 (за деякими даними 1793,4) м над рівнем моря. Через вершину проходить українсько-румунський кордон. Північні схили гори лежать у межах Марамороського заповідного масиву Карпатського біосферного заповідника.На північний схід розташована гора Піп Іван Мармароський.

## Про назву
Часто на картах можна побачити й інші назви цієї гори — «Жербан» або «Шербан». Таке різноманіття назв у цій місцевості є невипадковим. Безпосередня близькість до державного кордону з Румунією і непроста історія цього краю були причиною того, що карти цієї місцевості складалися відомствами різних держав.